# لوتسن، مینه‌سوتا
لوتسن (به انگلیسی: Lutsen) یک منطقهٔ مسکونی در ایالات متحده آمریکا است که در شهرستان کوک، مینه‌سوتا واقع شده‌است. لوتسن ۱۹۰ نفر جمعیت دارد و ۲۰۳٫۹۱ متر بالاتر از سطح دریا واقع شده‌است.